# 天祖若宮八幡宮

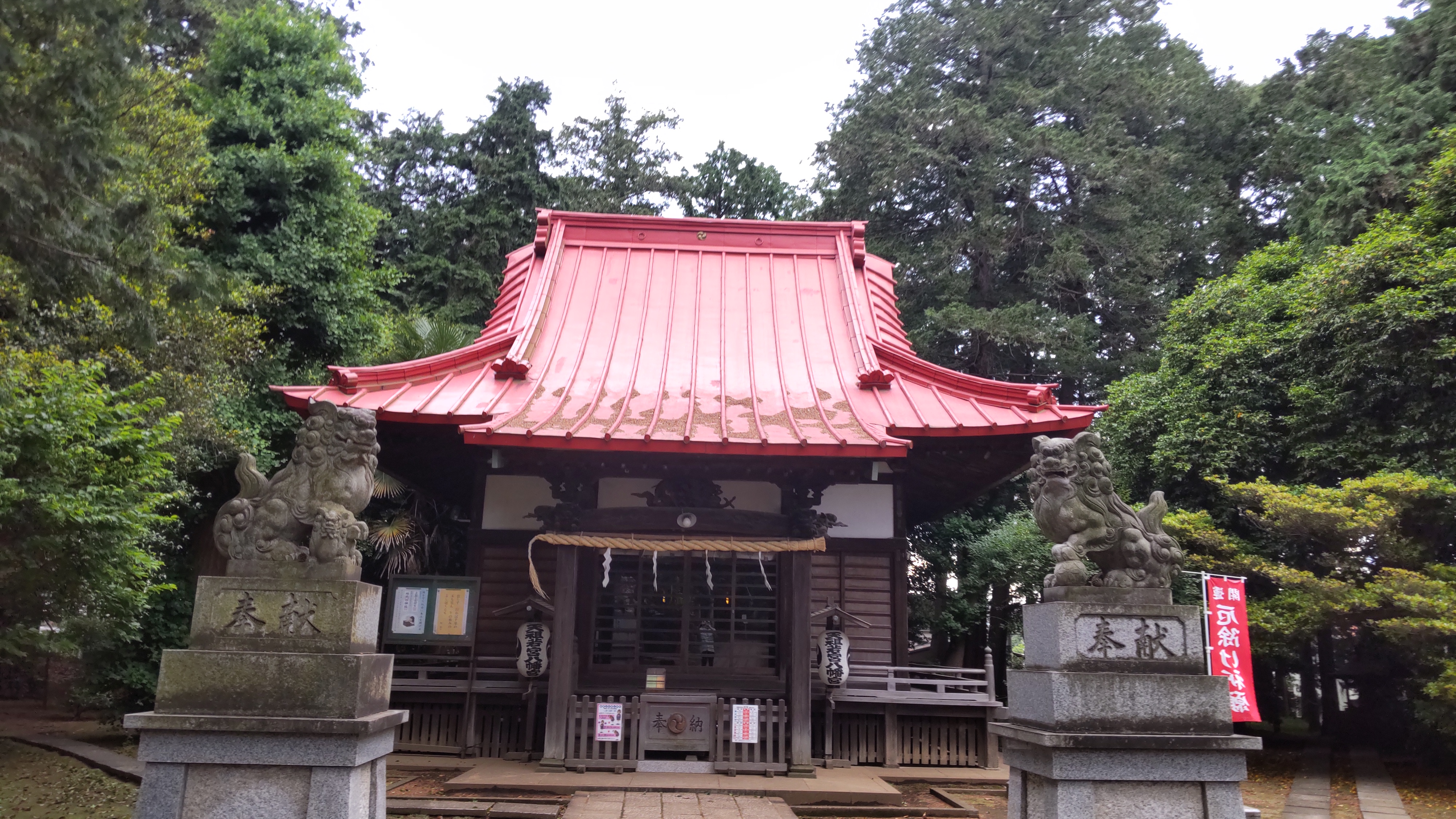
本殿

天祖若宮八幡宮（てんそわかみやはちまんぐう）は、東京都練馬区関町北三丁目にある、神社である。練馬区立武蔵関公園の丘の上にある。

## 概要
1974年（昭和49年）若宮八幡宮と天祖神社を合わせて天祖若宮八幡宮と呼ぶようになった。祭神は天祖神社には大日孁貴女尊（おおひるめむちのみこと）、狭依姫命（さよりひめのみこと）、倉稲魂命（うがのみたまのみこと）を合祀。若宮八幡宮には八幡大神（応神天皇）、仁徳天皇 を奉斎。例大祭は9月28日。

## 由緒

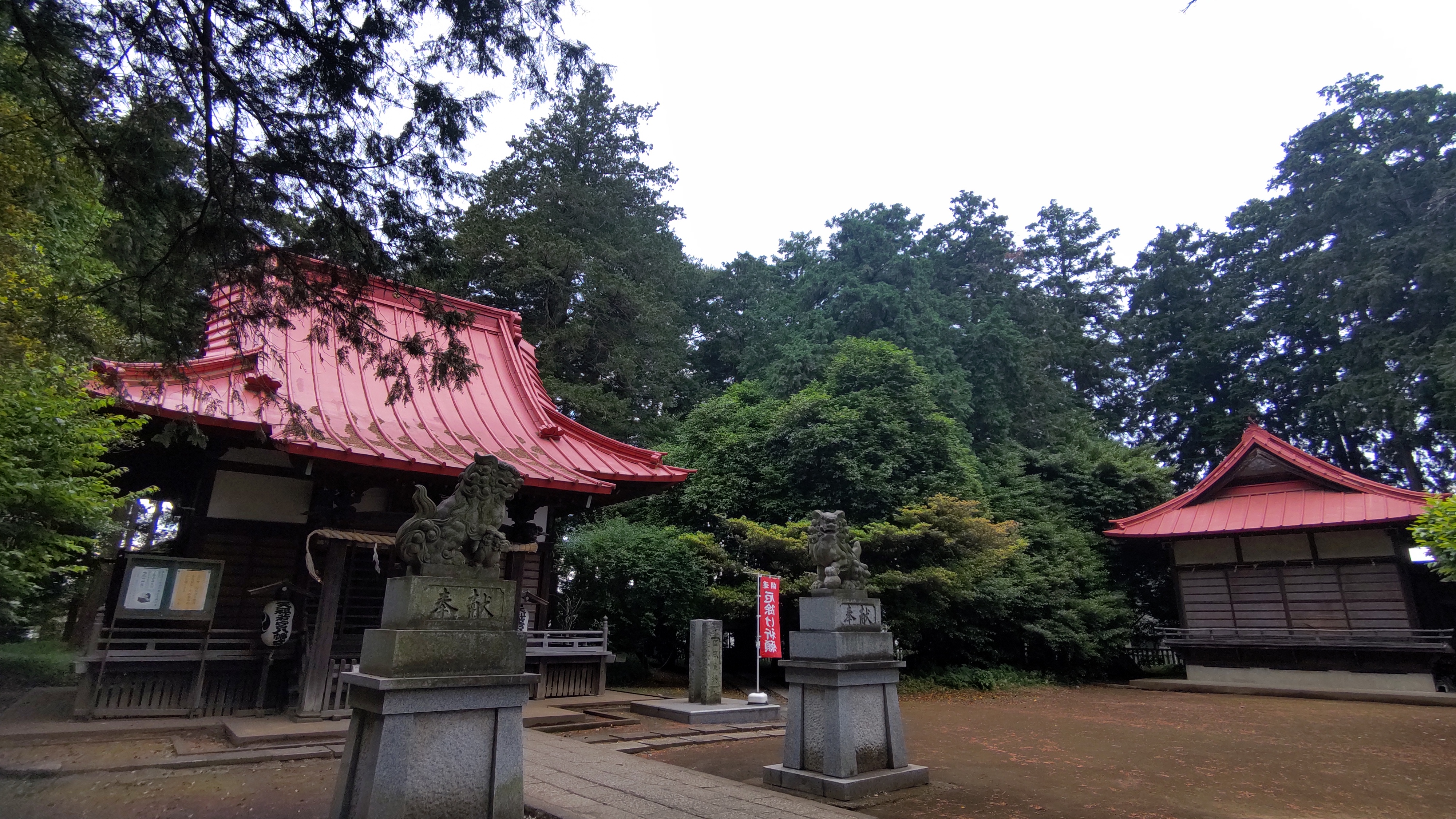
天祖若宮八幡宮

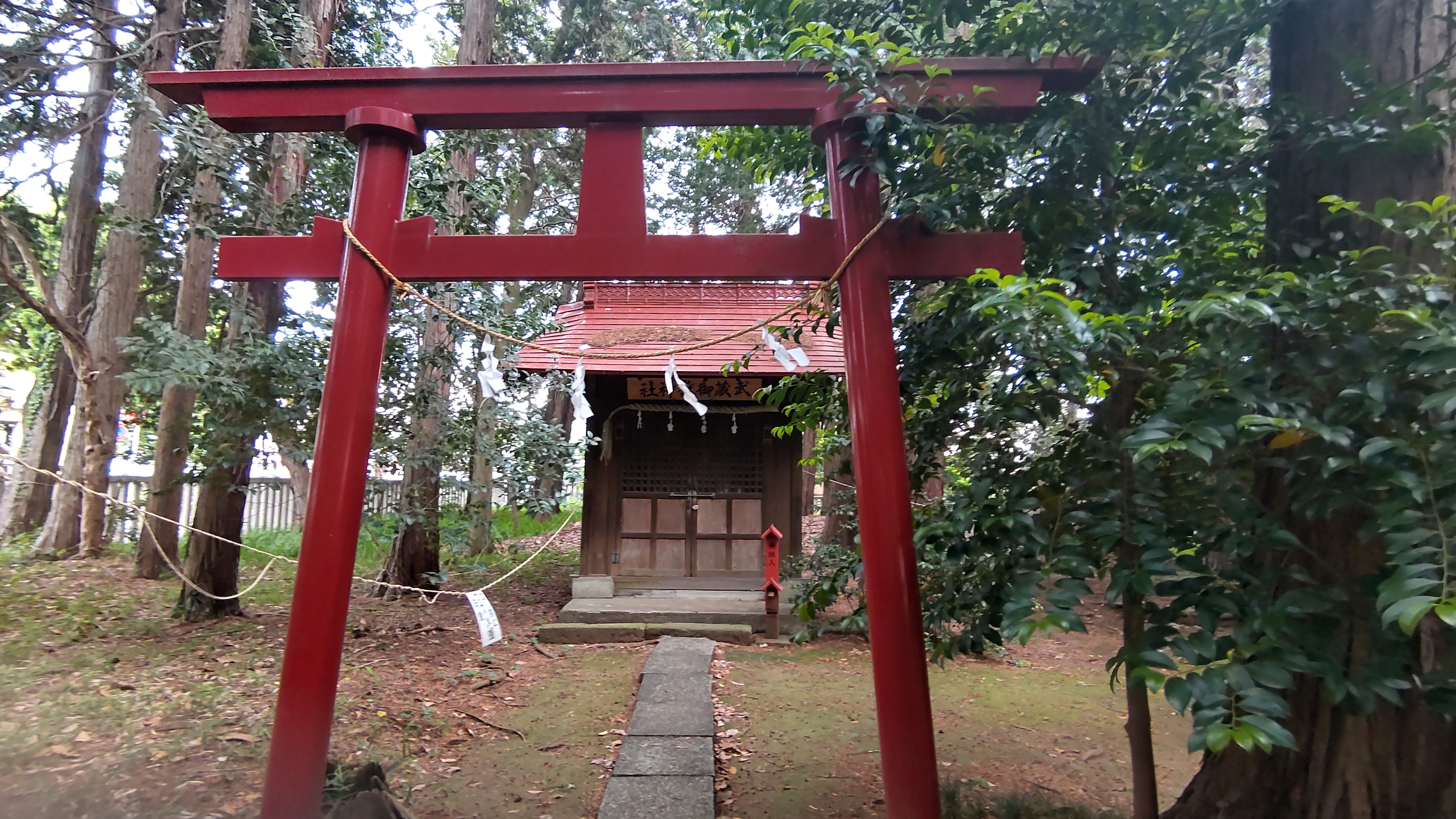
境内

若宮八幡宮は、奈良時代に武蔵関塞が設けられたとき、関塞守護神として奉斎されたと伝えられている。関塞廃止後、長い歳月を経て慶長年間に関村（現在の関町北、関町南、関町東、立野町に相当）開村のおり村民の氏神となった。
天祖神社は『新編武蔵風土記稿』関村の条に「三十番神社、村ノ鎮守ナリ本立寺持」と記されているとおり、もとは「番神さま」と呼ばれていたが、明治維新の神仏分離により天祖神社と改称された。

## 交通
神社は鬱蒼とした森の中にある。ボート池がある武蔵関公園から程近く、同公園とともに武蔵野の緑を形成している。
- 西武新宿線「武蔵関駅」徒歩5分[1]
- JR中央線「荻窪駅」よりバス20分、「三鷹駅」よりバス10分「関町北2丁目」下車徒歩1分[1]